# DM i landevejscykling 2010
Danmarksmesterskaberne i landevejscykling 2010 blev afholdt fra 24. – 27. juni 2010 i Hobro i Jylland. Konkurrencerne for U23 blev afholdt 28. og 30. maj i Randers.

## Medaljeoversigt
| Event           | Guld                | Sølv                    | Bronze                |
| --------------- | ------------------- | ----------------------- | --------------------- |
| Herrer - Elite  |                     |                         |                       |
| Enkeltstart     | Jakob Fuglsang      | Alex Rasmussen          | Michael Mørkøv        |
| Linjeløb        | Nicki Sørensen      | Lars Bak                | Anders Lund           |
| Herrer - U23    |                     |                         |                       |
| Enkeltstart     | Rasmus Quaade       | Jimmi Sørensen          | Niki Byrgesen         |
| Linjeløb        | Ricky Enø Jørgensen | Christopher Juul-Jensen | Mikkel Mortensen      |
| Herrer - Junior |                     |                         |                       |
| Enkeltstart     | Lasse Norman Hansen | Michael Valgren         | Alexander Mørk        |
| Linjeløb        | Alexander Mørk      | Kasper Svingel Jensen   | Michael Valgren       |
| Damer - Elite   |                     |                         |                       |
| Enkeltstart     | Annika Langvad      | Trine Schmidt           | Maria Grandt Petersen |
| Linjeløb        | Annika Langvad      | Christina Siggaard      | Trine Lorentzen       |
| Damer - Junior  |                     |                         |                       |
| Enkeltstart     | Julie Leth          | Kamilla Sofie Vallin    | Christina Siggaard    |